# 千葉県立市川昴高等学校
千葉県立市川昴高等学校（ちばけんりついちかわすばるこうとうがっこう）は、千葉県市川市にある県立の高等学校。

## 設置学科
- 全日制課程[1]
  - 普通科

## 沿革
- 2011年（平成23年） - 千葉県立市川北高等学校、千葉県立市川西高等学校が統合し、千葉県立市川昴高等学校が開校。

## 交通
- JR東日本総武線市川駅より京成バス国分線「国分角」より徒歩約7分。国分角停留所の車内アナウンスでは当校の最寄停留所であるアナウンスが流れる。

## 著名な卒業生
- 雅駿介（格闘家）